# Malcolm Godden
Malcolm Reginald Godden (né le 9 octobre 1945) est un universitaire britannique qui occupe la chaire du professeur Rawlinson et Bosworth d'anglo-saxon à l'Université d'Oxford de 1991 à 2013.

## Biographie
De 1963 à 1966, il étudie pour un BA en anglais au Pembroke College, Cambridge et poursuit avec plusieurs études de troisième cycle jusqu'en 1969. En 1970, il obtient un doctorat de l'Université de Cambridge pour une thèse qui est une édition de la deuxième série d'homélies catholiques d'Ælfric sous la direction du professeur Peter Clemoes.
De 1969 à 1972, il est chercheur junior, au Pembroke College de Cambridge, de 1972 à 1975, il est maître de conférences, au département de langue anglaise à l'Université de Liverpool, de 1976 à 1991, il est fellow et conférencier en anglais, Exeter College, Oxford, et conférencier CUF à la faculté d'anglais, Université d'Oxford et enfin de 1991 à 2013, Professeur Rawlinson et Bosworth d'anglo-saxon à l'Université d'Oxford, et fellow du Pembroke College, Oxford.
Il travaille sur la prose alfredienne, Wulfstan d'York, Ælfric d'Eynsham et le théâtre médiéval. Il est également rédacteur en chef de la revue académique Anglo-Saxon England.
Il est élu membre de la British Academy (FBA) en 2009. Il prononce la conférence commémorative Sir Israel Gollancz 2009.